# هانس فولف
هاينس وولف (بالألمانية: Hannes Wolf)‏ (16 أبريل 1999 بغراتس في النمسا - ) هو لاعب كرة قدم نمساوي في مركز الوسط. لعب مع نادي ريد بل سالزبورغ.

## وصلات خارجية
- هانس فولف على موقع الاتحاد الأوربي (الإنجليزية)
- هانس فولف على موقع الدوري الأمريكي (الإنجليزية)
- هانس فولف على موقع قاعدة بيانات كرة القدم.إي يو (الإنجليزية)
- هانس فولف على موقع ليكيب (الفرنسية)
- هانس فولف على موقع Soccerway.com (الإنجليزية)
- هانس فولف على موقع عالم كرة القدم.نت (الإنجليزية)